# Diccionari àrab-català
El Diccionari àrab-català: àrab estàndard modern és un diccionari bilingüe àrab - català, obra de les filòlogues arabistes catalanes Dolors Cinca i Margarida Castells, publicat l'any 2007.
A part del lèxic de l'àrab estàndard modern, conté el d'un bon nombre dels seus dialectes. Inclou els plurals irregulars de tots els termes, els oportuns neologismes, així com les expressions més usuals dels mitjans de comunicació, assenyalant els diversos localismes. També conté les diverses possibilitats dels imperfectius i dels masdars, si s'escau, i les partícules que regeixen cada verb. També recull noms propis i topònims, amb el mateix tractament que les entrades nominals.
El diccionari inclou un compendi de gramàtica a càrrec de Tànit Assaf i Alexandre Queraltó.